# Charaxes hansalii
Charaxes hansalii är en fjärilsart som beskrevs av Felder 1866. Charaxes hansalii ingår i släktet Charaxes och familjen praktfjärilar. Inga underarter finns listade i Catalogue of Life.

## Bildgalleri

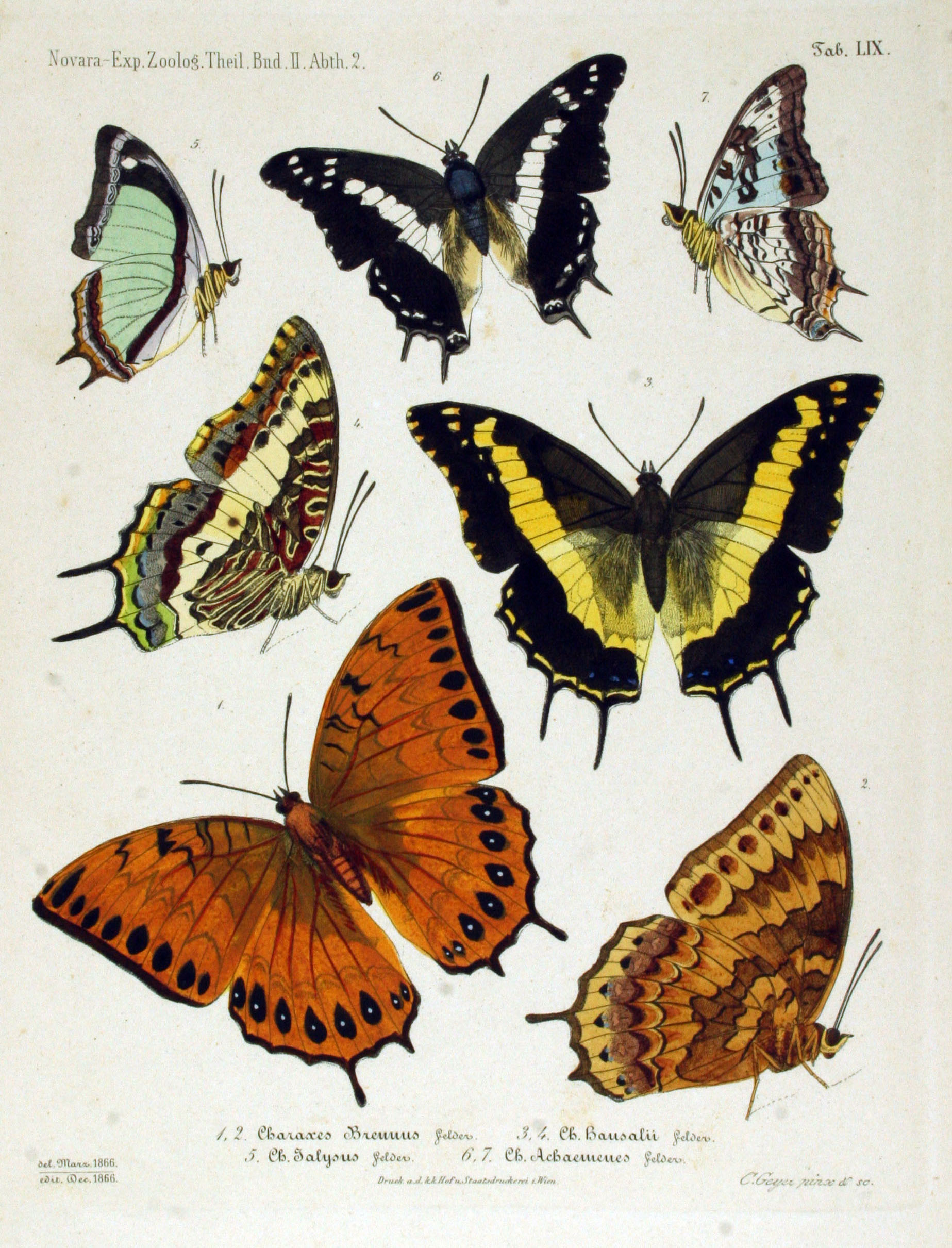